# Masai Mara Nemzeti Rezervátum
Az Masai Mara Nemzeti Rezervátum (angol: Maasai Mara National Reserve) Kenya délnyugati részén, Narok County-ban, a tanzániai határ közelében található vadrezervátum.  Röviden csak Masai Mara, vagy a helybeliek által simán a Mara néven ismert. A tanzániai Serengeti Nemzeti Parkkal egybefüggő területet alkot.
A mara maszáj szó jelentése: foltos; utalás arra, hogy fák és cserjés területek, foltok szakítják meg a füves szavannát, továbbá időnkénti felhőárnyékok jelölik a területet.
A turisták gyakran csak azért mennek Kenyába, hogy ezt a területet láthassák. A látogató hamar megérti miért: ez az a klasszikus szavanna, amelyet jól ismerünk az Afrikában játszódó természet- és kalandfilmekből, állatvilága pedig elképesztően gazdag. A romantikát rontja sajnos, hogy főidényben kb. ugyanannyi itt az ember, mint az állat.
Eredetileg ez a vidék volt a maszaik (maszájok) otthona, de elköltöztették innen őket, hogy helyet biztosítsanak a nagyobb hasznot hozó állatoknak. A környéken maradt maszaik legtöbbje a turizmusból él. A park Oloolaimutiek-kapuja előtt terül el a Maasai Village (Maszai Falu), a vidék őslakosainak folklórtelepülése.

## Földrajz
A Maszai Mara a Szerengeti-síkság északi nyúlványa. Vízzel a Mara és mellékfolyója, a Talek látja el. A terület 1510 km²-nyi lapos, füves szavannás táj. A Mara folyó mentén galériaerdő alakult ki.
A terület tengerszint feletti magassága 1500-1650 méter. Az éves csapadékmennyiség - amely a két esős évszakban hull le - nyugaton 1200 mm, keleten 800 mm.

## Fauna
Az állatvilág a terület nyugati részén a legsűrűbb, a látványos Esoit Oloololo (Siria)-meredély körüli mocsaras részeken. Itt azonban eső után szinte járhatatlanok az utak, ezért a legtöbb látogató a park keleti felét keresi fel.
A Mara egész területén meghökkentően gazdag az állatvilág, a különböző fajok gyakran közös hordában vonulnak. A nagymacskák közül oroszlánokból van a legtöbb. A gepárdokat és leopárdokat nehezebb észrevenni, de ők is meglehetősen gyakoriak. Szintén sok az elefánt, a kafferbivaly, a zebra és a víziló.
A temérdek antilop közül a fekete csíkos Thomson-gazella és a nagyobb testű Grant-gazella mindennapos látvány, de nagy számban élnek itt impalák, bóbitásantilopok, jávorantilopok, szaszabik, Coke-kámák és gnúk is.
A parkban mintegy 30-40 keskenyszájú orrszarvú legelészik, de csak ritkán láthatók. Egyéb gyakori állatfajok a maszai zsiráf, a kutyafejű pávián, a varacskos disznó, a sujtásos sakál, a lapátfülű kutya és a foltos hiéna.
Legnagyobb látványosság kétségkívül a gnúk éves vándorlása.

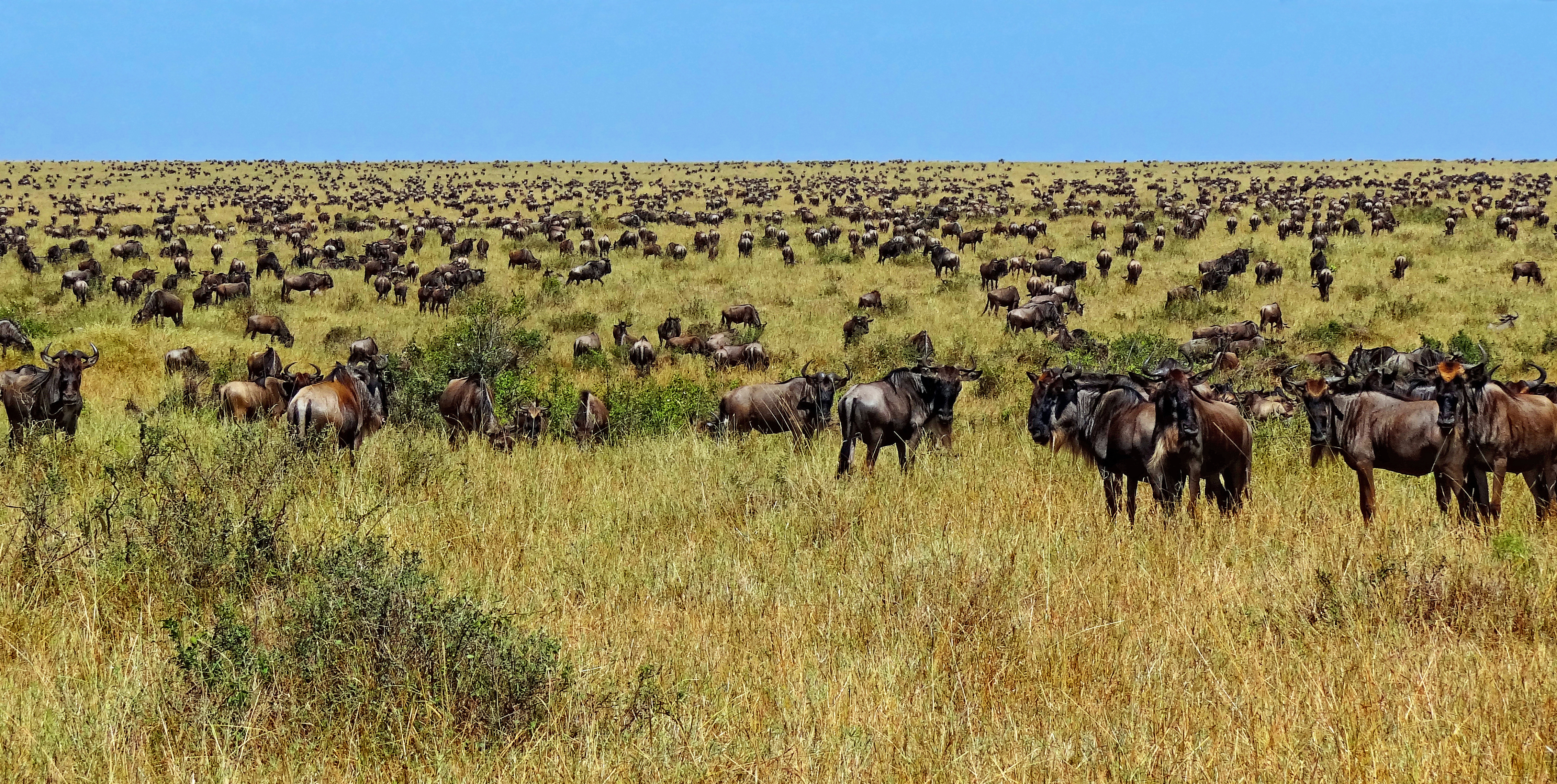
Vándorló gnúk

## Fordítás
- Ez a szócikk részben vagy egészben  a   Maasai Mara című angol Wikipédia-szócikk fordításán alapul.  Az eredeti cikk szerkesztőit annak laptörténete sorolja fel. Ez a jelzés csupán a megfogalmazás eredetét és a szerzői jogokat jelzi, nem szolgál a cikkben szereplő információk forrásmegjelöléseként.